# Penney S. Azcarate
Penney S. Azcarate ist eine US-amerikanische Bezirksrichterin in Fairfax County, Virginia.
Am 25. Februar 2015 wurde Azcarate von der Virginia General Assembly zur obersten Richterin des 19. Judicial Circuit in Virginia gewählt; sie trat ihr Amt am 1. Juli an.
Internationale Bekanntheit erlangte sie 2022 durch ihre Leitung des Gerichtsprozesses zwischen Johnny Depp und seiner Ex-Frau Amber Heard, in dem über die gegenseitige Klage wegen Verleumdung verhandelt wurde.